# Monts Challenger
Les monts Challenger (anglais : Challenger Mountains) sont un massif montagneux situé à l'extrémité nord de l'île d'Ellesmere, au Canada. Il fait partie de la cordillère Arctique et est la chaîne de montagnes la plus septentrionale du monde. Le point culminant de la chaîne est le mont Commonwealth, qui s'élève à 2 225 mètres d'altitude.
La chaîne a une superficie de 15 000 km2 et est située partiellement dans le parc national Quttinirpaaq, le second parc national le plus au nord après le parc national du Nord-Est du Groenland.